# Därligen
Därligen es una comuna suiza del cantón de Berna, situada en el distrito administrativo de Interlaken-Oberhasli. Limita al norte con el lago de Thun y las comunas de Beatenberg, Unterseen e Interlaken, al noreste con Matten bei Interlaken y Wilderswil, al sureste con Saxeten, y al suroeste con Leissigen.
Hasta el 31 de diciembre de 2009 situada en el distrito de Interlaken.

## Imágenes

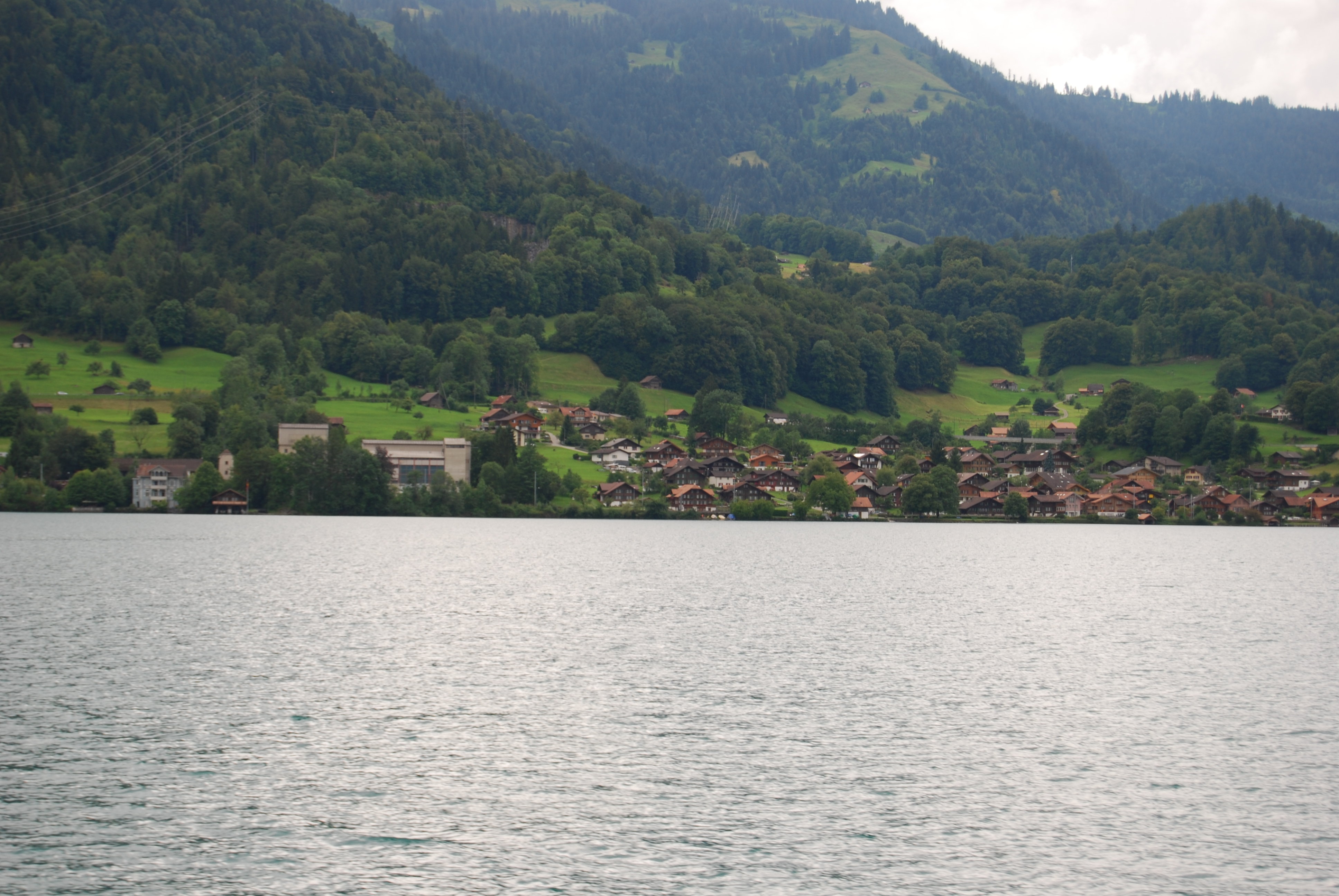
Därligen
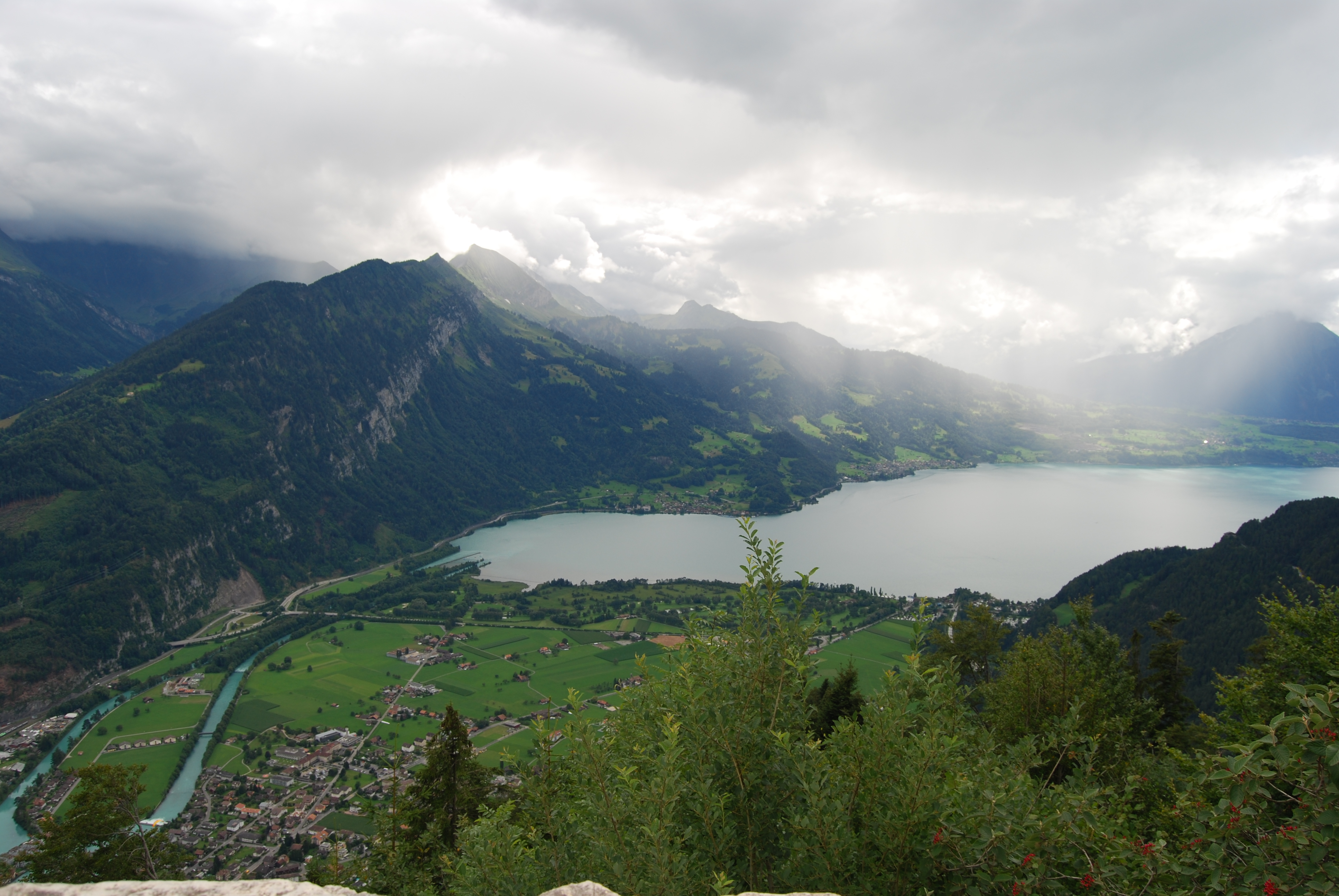
Vista de las ciudades de Därligen, Leissigen, Unterseen e Interlaken.
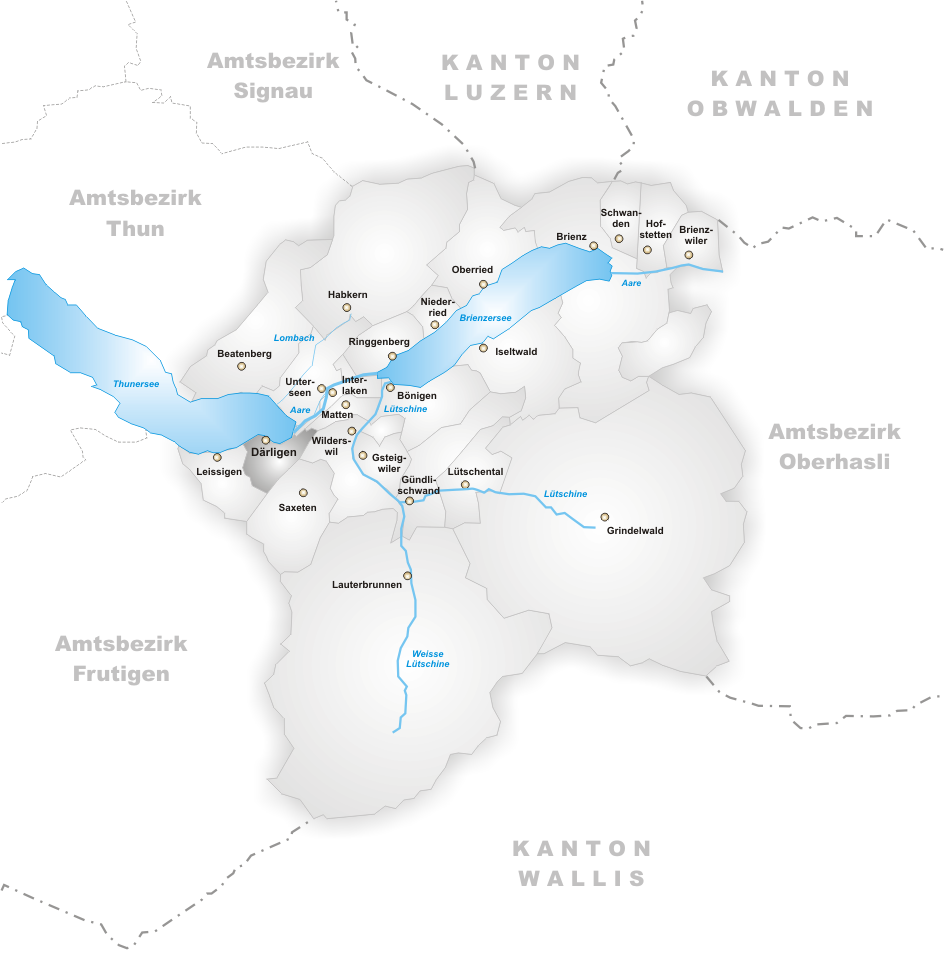
Mapa ubicación de Därligen.